# Phil Nimmons
Phillip Rista „Phil“ Nimmons, OC, O.Ont (* 3. Juni 1923 in Kamloops, British Columbia; † 5. April 2024 in Toronto) war ein kanadischer Jazzmusiker und Komponist. Er gilt als eine der Schlüsselpersonen des kanadischen Jazz.

## Leben und Wirken
Nimmons wuchs in Vancouver auf, wo er als Jugendlicher auch eine Combo leitete. Während seines Medizinstudiums an der University of British Columbia spielte er in lokalen Tanzbands, bevor er sich dem Quintett des Gitarristen Ray Norris anschloss, das auch für den Rundfunk spielte. Er schrieb Arrangements für die Band und komponierte die Erkennungsmelodie für die Radiosendung „Anthology“. Von 1945 bis 1947 studiert er Klarinette an der Juilliard School of Music, um dann von 1948 bis 1950 Komposition am Royal Conservatory of Music in Toronto zu studieren. 1953 gründete er sein eigenes Nonett, das für den Rundfunk spielte und 1956 auf dem Stratford Festival ihren Durchbruch hatte. Im gleichen Jahr spielte es auch mit dem Toronto Symphony Orchestra. 1965 erweiterte er die Band auf die Stärke einer Big Band, die bis in die frühen 1980er Jahre fortbestand. 1996 beendete er altersbedingt seine Lehrtätigkeit.
Nimmons begründete 1970 das Jazzprogramm an der Banff School of Fine Arts; 1973 wurde er an die University of Toronto berufen, wo er bis zu seiner Emeritierung den Jazzstudiengang leitete. Zudem half er bei der Gründung mehrerer Musikausbildungsprogramme der Western University und der University of New Brunswick.

## Kompositionen
Nimmons schrieb zunächst Kompositionen für Kammermusik, wie seine Sonatina (1948, für Flöte), Toccata (1949), ein Streichquartett (1950) und für Orchester Scherzo (1950) und Suite for Spring (1951). Im Jazzbereich orientierte er sich zunächst am West Coast Jazz. Später schrieb er großformatigere Jazzkompositionen wie seine Suite PEI (1973) und die fünfsätzigen Transformations (1975). Seine Komposition The Torch (1988) wurde von Rob McConnell während der Olympischen Winterspiele in Calgary aufgeführt. Seine Plateaus: Cariboo Country Tone Poem wurden mit dem CBC Vancouver Orchestra aufgeführt und eingespielt. Nimmons verfasste mehr als 400 eigene Jazzkompositionen. Er war Gründungsmitglied der Canadian League of Composers und komponierte auch für Film, Hörfunk und Fernsehen.

## Preise und Auszeichnungen
1976 erhielt er den ersten Juno Award, der für ein Album des zeitgenössischen Jazz vergeben wurde, für die Einspielung seiner Atlantic Suite mit seiner Band Nimmons 'N' Nine Plus Six. 1993 wurde er wegen seiner Verdienste um die Musik Kanadas zum Offizier des Order of Canada ernannt.

## Diskographische Hinweise
- The Canadian Scene Via the Phil Nimmons Group (Verve, 1956)
- Nimmons 'n' Nine (Verve, 1959)
- The Phil Nimmons Group: Take 10 (RCA Victor, 1963)
- The Phil Nimmons Group: Mary Poppins Swing (RCA Victor, 1964)
- Strictly Nimmons  (RCA Victor, 1965)